# Kechika River
Der Kechika River, auch historisch bekannt als „Black’s River“, ist ein rechter Nebenfluss des Liard River im Norden der kanadischen Provinz British Columbia. Der Kechika River hat den Status eines British Columbia Heritage River.

## Flusslauf
Der Fluss entspringt am Osthang des Sifton Peak westlich des Sifton Pass und fließt in nordwestlicher Richtung, später nach Osten. Nach 230 km mündet der Kechika River nahe Fireside in den Liard River. Der Kechika River entwässert eine Fläche von 22.700 km². Der mittlere Abfluss an der Mündung in den Liard River beträgt 245 m³/s.
Der Fluss durchfließt eine eindrucksvolle Wildnis im nördlichen borealen Bergland – die Kechika Ranges, ein Teil der Cassiar Mountains, und die westlichen Muskwa Ranges, welche zum nördlichsten Teil der Kanadischen Rockies gehören. Das Tal des Kechika River, welches er in nördlicher Richtung durchfließt, verläuft im Rocky Mountain Trench und trennt die östlich gelegenen Rocky Mountains von den westlich gelegenen Cassiar Mountains. Den Talabschluss im Süden bildet der Sifton Pass. Im Unterlauf wendet sich der Kechika River nach Osten und erreicht schließlich den Liard River.
Der Kechika River ist aufgrund seiner weitgehenden Ursprünglichkeit von ökologischer Bedeutung. 

## Geschichte
Der erste Europäer, der nachweislich den Fluss besuchte, war Samuel Black im Jahr 1824. Deshalb hieß der Fluss ursprünglich „Black’s River“.